# Fédération de football d'Asie centrale
L'Association de football d'Asie centrale, ou (en) Central Asian Football Association (CAFA), est une association internationale de football regroupant des fédérations nationales d'Asie centrale.
En juin 2014, la création de l'Association de football d'Asie centrale est approuvée par la Confédération asiatique de football puis officialisée lors du Congrès extraordinaire de janvier 2015 à l'occasion de la Coupe d'Asie de l'AFC 2015.
En conséquence, l'Association de football d'Asie centrale sera à l'avenir être en mesure d'avoir membre(s) sur le comité exécutif de l'AFC.
La formation de l'Association de football d'Asie centrale a été menée par la Fédération d'Iran de football à la suite du conflit avec les membres de la Fédération d'Asie de l'Ouest de football (WAFF). 
Le président de l'AFC Salman Bin Ibrahim Al-Khalifa a permis la création de la nouvelle confédération.
Cette fédération n'organise pas de compétition.

## Histoire
Les représentants des six fédérations se sont réunis avec le président de l'AFC Sheikh Salman, le 10 mai 2014 pour parler de la possibilité de créer une nouvelle zone de football asiatique. 
Les délégués ont été invités par le président de l'AFC à l'initiative de l'Iran et l'Afghanistan.
À l'extraordinaire congrès de l'AFC le 9 juin 2014 à São Paulo, le plan de la nouvelle zone a été ratifiée par le congrès.

## Fédérations membres
La CAFA compte six fédérations membres :
| Fédération   | Ancienne fédération régionale | Équipe masculine | Moins de 23 ans | Moins de 19 ans | Moins de 17 ans | Équipe féminine | Moins de 19 ans | Moins de 17 ans | Équipe de Futsal masculine | Équipe de Futsal féminine | Équipe de Beach Soccer |
| ------------ | ----------------------------- | ---------------- | --------------- | --------------- | --------------- | --------------- | --------------- | --------------- | -------------------------- | ------------------------- | ---------------------- |
| Afghanistan  | SAFF, 2005–2015               | Afghanistan      | Afghanistan     | Afghanistan     | Afghanistan     | Afghanistan     | -               | -               | Afghanistan                | -                         | Afghanistan            |
| Iran         | WAFF, 2001–2014               | Iran             | Iran            | Iran            | Iran            | Iran            | Iran            | Iran            | Iran                       | Iran                      | Iran                   |
| Kirghizistan | Aucune                        | Kirghizistan     | Kirghizistan    | Kirghizistan    | Kirghizistan    | Kirghizistan    | Kirghizistan    | -               | Kirghizistan               | -                         | -                      |
| Tadjikistan  | Aucune                        | Tadjikistan      | Tadjikistan     | Tadjikistan     | Tadjikistan     | Tadjikistan     | Tadjikistan     | Tadjikistan     | Tadjikistan                | -                         | -                      |
| Turkménistan | Aucune                        | Turkménistan     | Turkménistan    | Turkménistan    | Turkménistan    | Turkménistan    | -               | -               | Turkménistan               | -                         | -                      |
| Ouzbékistan  | Aucune                        | Ouzbékistan      | Ouzbékistan     | Ouzbékistan     | Ouzbékistan     | Ouzbékistan     | Ouzbékistan     | Ouzbékistan     | Ouzbékistan                | Ouzbékistan               | Ouzbékistan            |

## Comité exécutif
| Position                               | Nom                  | Mandat |
| -------------------------------------- | -------------------- | ------ |
| Président                              | Mirabror Usmanov     | 2015 - |
| Vice-président                         | Rustam Emomali       | 2015 - |
| Secrétaire général                     | Sardor Rakhmatullaev | 2015 - |
| Vice-secrétaire général                | Seyed Reza Aghazadeh | 2015 - |
| Vice-président de l'AFC                | Ali Kafashian        | 2015 - |
| Secrétaire général du football féminin | Zohra Mehri          | 2015 - |

## Compétitions
Une Coupe d'Asie centrale des nations de football existe depuis 2023 ainsi qu'un Championnat d'Asie centrale féminin de football depuis 2018.
Un tournoi des moins de 15 ans pour tous les membres de la CAFA avec quatre autres équipes a été organisé au Japon dans la ville de Tokyo en mars 2015.
Sous la devise «SPORT POUR DEMAIN", les équipes ont joué dans des groupes de cinq.
La finale a été remportée par l'Iran sur le Tadjikistan lors d'une séance de tirs au but.

## Sources
- (en) /www.the-afc.com
- (en) www.insideworldfootball.com
- (en) aff.org.af
- (en) www.worldfootballinsider.com
- (en) www.goal.com
- (en) www.fifa.com
- (en) www.persianfootball.com
- (en) www.jfa.jp